# Ben Zolinski
Ben Zolinski (* 3. Mai 1992 in Berlin) ist ein deutscher Fußballspieler. Zolinski wird auf verschiedenen Positionen in der Offensive eingesetzt, wobei er in früheren Jahren noch in der Defensive und hier zumeist als Rechtsverteidiger spielte. Er ist momentan vereinslos.

## Karriere

### Jugend in Mecklenburg-Vorpommern
Zolinksi wurde in Berlin geboren und wuchs in Mecklenburg-Vorpommern auf, wo er ab 1997 zunächst beim SV Möllenhagen/Bocksee im Landkreis Müritz auch das Fußballspielen erlernte und später zum benachbarten 1. FC Neubrandenburg 04 wechselte. Im August 2006 gelangte Zolinski noch als C-Jugendlicher zum F.C. Hansa Rostock, dessen Jugendmannschaften er in den folgenden fünf Jahren durchlaufen sollte. Dabei hatte Zolinski schon in Neubrandenburg den Deutschen Fußball-Bund auf sich aufmerksam gemacht, so dass er unter anderem im September 2006 zu einzelnen Lehrgängen der U-15-Nationalmannschaft eingeladen wurde, jedoch keine Einsätze für die verschiedenen Jugendauswahlen des Fußballbundes bestritt.
Für Rostock spielte Zolinski ab 2007 in der im selben Jahr gegründeten U-17-Bundesliga (B-Jugend), in welcher er in der Premieren-Spielzeit 2007/08 ein Tor in insgesamt 21 Einsätzen erzielte und so zum in dieser Saison erreichten fünften Rang der Abschlusstabelle beitrug. In der Folgesaison 2008/09 lief Zolinski noch 25-fach für Hansa in der U-17-Bundesliga auf, wobei er mit einem Tor zum nun erzielten vierten Platz beitrug. Durch seine Leistungen für Rostocks U-17 hatte sich Zolinski aber auch für den nächsthöheren Jahrgang der Hanseaten empfehlen können, für die er noch in der Spielzeit 2008/09 der A-Junioren-Bundesliga (A-Jugend) zwei Einsätze absolvierte.
Nachfolgend gehörte Zolinski auch altersgemäß der von Michael Hartmann betreuten U-19 an. Mit 23 absolvierten Einsätzen in der U-19-Bundesliga gehörte er dabei zu den Leistungsträgern der Rostocker Mannschaft, die in dieser Spielzeit erstmals die Meisterschaft ihrer Bundesliga-Staffel erreichte und sich somit zur Endrunde um die Deutsche Jugendmeisterschaft qualifizierte. In dieser bestritt Zolinski zwar beide Halbfinalspiele gegen den 1. FSV Mainz 05. Im Finale gegen Bayer 04 Leverkusen, in welchem Hansa durch einen 1:0-Sieg erstmals deutscher A-Jugend-Meister wurde, fehlte Zolinski aber infolge einer im Halbfinal-Rückspiel erhaltenen Gelb-Roten Karte.
2010/11 spielte Zolinski zunächst weiterhin für Hansas A-Jugend in der U-19-Bundesliga, die unter Trainer Roland Kroos jedoch nicht an den Erfolg des Vorjahres anzuknüpfen vermochte. Dennoch empfahl sich Zolinski mit guten Leistungen für die Herrenmannschaften des F.C. Hansa, so dass er am 5. September 2010 für Rostocks Reservemannschaft in der fünftklassigen Oberliga Nordost debütierte. Zunächst sollte dies aber sein einziger Einsatz für die von Axel Rietentiet trainierte Reservemannschaft bleiben, die erst zu Saisonbeginn durch finanzielle Beweggründe aus der viertklassigen Regionalliga in die Oberliga zurückgezogen worden war. Stattdessen spielte sich Zolinski im Frühjahr 2011 auch in den Fokus der Profimannschaft, die im Vorjahr erstmals aus der 2. Bundesliga abgestiegen war und nun als Drittligist erstmals am Landespokal Mecklenburg-Vorpommerns teilnahm, welchen sie schließlich auch gewann. Dabei setzte Trainer Peter Vollmann auf dem Weg zum Titelgewinn auch Zolinski ein, indem er diesen am 23. Februar 2011 im Achtelfinale gegen den Rostocker FC einwechselte. Zu weiteren Einsätzen für Rostocks Herrenmannschaften kam Zolinski jedoch nicht und wurde stattdessen wieder in der U-19 eingesetzt, für die er im Ligabetrieb schließlich ein Tor in insgesamt 18 Einsätzen erzielte. Zusätzlich erreichte die Mannschaft das Finale des DFB-Junioren-Vereinspokals 2010/11, in welchem Zolinski den zwischenzeitlichen 1:1-Ausgleich gegen den SC Freiburg erzielte, aber letztlich im Elfmeterschießen unterlag.

### Kein Durchbruch in Rostock, Jena und Berlin
Obgleich Rostocks Profimannschaft unter anderem mit Pelle Jensen und Tom Weilandt auch vermehrt auf die Spieler der A-Jugend-Meistermannschaft setzte, gelang es Zolinski zunächst nicht, sich ebenfalls für eine Übernahme in den Profikader zu empfehlen, der den sofortigen Wiederaufstieg in die 2. Bundesliga zum Sommer 2011 erreicht hatte. Stattdessen wurde er für die Spielzeit 2011/12 an den Drittligisten Carl Zeiss Jena verliehen. Bei diesem konnte sich Zolinski jedoch nicht durchsetzen und wurde lediglich in der Jenaer Reservemannschaft eingesetzt, die wie auch Rostocks zweite Mannschaft in der Spielzeit 2011/12 in der Oberliga Nordost antrat. Deshalb kehrte er im Januar 2012 nach Rostock zurück, wo er im folgenden Halbjahr für die von Axel Rietentiet trainierte Reservemannschaft weiterhin in der Oberliga spielte. Zwar erreichte Zolinski mit der Mannschaft die Meisterschaft ihrer Staffel, doch blieb dieser der Aufstieg in die Regionalliga wegen des gleichzeitigen Abstiegs der Zweitligamannschaft schließlich verwehrt.
Zur Drittliga-Spielzeit 2012/13 berief der nun als Trainer fungierende Wolfgang Wolf Zolinski doch noch in den Profikader, so dass dieser am 21. Juli 2012 per Einwechslung erstmals in der 3. Liga auflief. Dies sollte jedoch Zolinskis einziger Einsatz unter Trainer Wolf bleiben, da er zunächst nur noch in der Reservemannschaft aufgeboten wurde. Erst ab November 2012 wurde Zolinski erneut in der Profimannschaft berücksichtigt, deren Traineramt mittlerweile mit Marc Fascher neu besetzt worden war; bereits im Frühjahr 2013 fand er sich jedoch erneut bei den Spielen der Reservemannschaft wieder. Zum Saisonende gelang es Zolinski dann allerdings, sich nachdrücklich für Rostocks Stammformation zu empfehlen, so dass er letzten fünf Saisonspieltagen jeweils in der Startelf stand und somit Anteil am schließlich erreichten Klassenerhalt als Zwölfter der Abschlusstabelle hatte. Obgleich er sich somit für eine Verlängerung seines zum Saisonende auslaufenden Vertrages empfohlen hatte, wurde ihm aus wirtschaftlichen Gründen kein Verlängerungsangebot unterbreitet.
Zolinski wechselte daraufhin zur zweiten Mannschaft des 1. FC Union Berlin in die Regionalliga Nordost. Dort konnte er sich nicht wie erhofft für die Profimannschaft empfehlen. Er absolvierte in der Saison 2013/14 18 Regionalligaspiele.

### Über Neustrelitz mit Paderborn in die Bundesliga
Zur Saison 2014/15 wechselte Zolinski zum Ligakonkurrenten TSG Neustrelitz, wo er sich auf Anhieb als Stammspieler etablierte und schließlich das Interesse des Drittligisten SC Paderborn auf sich zog, der ihn 2016 verpflichtete. Dort schaffte er seinen Durchbruch als Profispieler. Nach einem Jahr im Drittliga-Abstiegskampf war die Zeit unter dem ab 2017 im Amt befindlichen Trainer Steffen Baumgart auch für die gesamte Mannschaft überaus erfolgreich: Paderborn stieg 2018 und 2019 zweimal hintereinander auf, sodass Zolinski mit seinem Verein 2019/20 in der Bundesliga antrat. Auch dort kam er zu regelmäßigen Einsätzen, in der Rückrunde allerdings nur noch als Einwechselspieler. Der Aufsteiger erreichte den Klassenerhalt bei nur 20 Punkten nicht. In seiner Zeit in Paderborn wechselte er indes auch seine Position: Der langjährige Rechtsverteidiger wurde ab dem Frühjahr 2017 noch unter dem Trainer Stefan Emmerling im rechten Mittelfeld und von Steffen Baumgart etwa ein Jahr später fortan häufig als Mittelstürmer eingesetzt. Mit dem Vertragsende in Paderborn Ende Juni 2020 suchte Zolinski eine neue Herausforderung und verließ den Verein.

### 2. Bundesliga mit Aue und Kaiserslautern
Nach zweieinhalb Monaten ohne Verein wechselte Zolinski im September 2020 ablösefrei zum Zweitligisten FC Erzgebirge Aue und unterschrieb einen Vertrag bis 2023. Hier spielte er seltener als Mittelstürmer, sondern wurde mehrheitlich auf den Flügeln, sowohl als Linksaußen als auch als Rechtsaußen, eingesetzt. Mit Aue stieg er 2022 aus der zweiten Liga ab.
Im Sommer 2022 wechselte er zum Zweitliga-Aufsteiger 1. FC Kaiserslautern. Im ersten Ligaspiel, in dem er in der Startaufstellung stand, erlitt Zolinski eine Knieverletzung und fiel fast die gesamte Hinrunde aus. Erst im letzten Hinrundenspiel stand er wieder im Kader. In der Rückrunde wurde er in verschiedenen Positionen in der Offensive eingesetzt und kam noch auf 13 weitere Spiele, davon allerdings keines über 90 Minuten. In der Saison 2023/24 kam er bis zum 29. Spieltag nur zweimal in der Liga zum Einsatz, wurde in den letzten, entscheidenden Spielen aber noch viermal eingesetzt. Im DFB-Pokal-Finale gegen Bayer 04 Leverkusen (0:1) stand er in der Startaufstellung. Sein auslaufender Vertrag wurde nach der Saison nicht verlängert. Seitdem ist er vereinslos.

## Erfolge
Hansa Rostock
- Deutscher A-Junioren-Meister: 2010

SC Paderborn
- Aufstieg in die 2. Bundesliga: 2018
- Aufstieg in die Bundesliga: 2019